# Hospital de Rocasança
L'Hospital de Rocasança és una obra de Guardiola de Berguedà (Berguedà) inclosa a l'Inventari del Patrimoni Arquitectònic de Catalunya.

## Descripció
Masia de planta rectangular amb coberta a dues aigües de teula àrab amb el carener perpendicular a la façana principial. S'estructura en planta baixa i tres pisos superiors, adaptant-se al cert desnivell del terreny. Bàsicament la masia fou construïda en dues campanyes, un primer cos que deuria pertànyer a l'edifici de l'hospital de Rocasança i el segon, ampliat per les necessitats de la masia. Aquests moments constructius diversos es poden distingir a través del parament divers. La façana principal és adossada a l'absis de l'església de Rocasança, orientada a migdia, amb una disposició totalment simètrica pel que fa a les finestres i altres obertures. La coberta és a dues aigües amb teula àrab.

## Història
L'antic hospital de RocaSança era un hostatge de pelegirns, situat al peu de l'antic camí que anava de Gréixer a Coll de Jou i es dirigia a Bagà. El lloc està documentat des de 1279, tot i que les actuals edificacions són dels segles XVII i XVIII.